# Horace Engdahl
Horace Oscar Axel Engdahl (Karlskrona, 30 de desembre de 1948) és un crític i historiador de la literatura suec que des de 1997 és membre de l'Acadèmia Sueca on ocupa el seient 17 i de la qual va ser secretari permanent entre 1999 i 2009, quan fou succeït per l'historiador Peter Englund.

## Biografia
Engdahl va néixer a Karlskrona, a la província de Blekinge. Va obtenir el BA el 1970 a la Universitat d'Estocolm; posteriorment va obtenir el seu grau de doctor el 1987, amb un estudi sobre el romanticisme suec. Mentrestant havia estat un editor, crític literari, traductor i redactor molt actiu, i va ser un dels introductors de la tradició continental dels estudis literaris a Suècia. Actualment és professor adjunt de literatura escandinava a la Universitat d'Aarhus a Dinamarca. Parla amb fluïdesa suec, anglès, alemany, francès i rus.
Engdahl va ser membre de l'equip editorial de la revista  Kris.
El 16 d'octubre de 1997, Engdahl es va convertir en membre de l'Acadèmia Sueca, elegit per al seient número 17 que havia quedat vacant per la mort de Johannes Edfelt; l'1 de juny de 1999, va succeir Sture Allén com a secretari permanent de l'Acadèmia, és a dir, el seu membre executiu i portaveu. Com a tal, tenia la tasca anual d'anunciar el guardonat de la Premi Nobel de Literatura al públic. El 20 de desembre de 2008 es va anunciar que després de deu anys Engdahl deixaria el càrrec de secretari permanent de l'Acadèmia l'1 de juny de 2009, que va passar a Peter Englund.
Entre 1989 i 2014 va estar casat amb Ebba Witt-Brattström, professora de literatura a la Universitat Södertörn d'Estocolm. Junts tenen tres fills.

## Controvèrsia

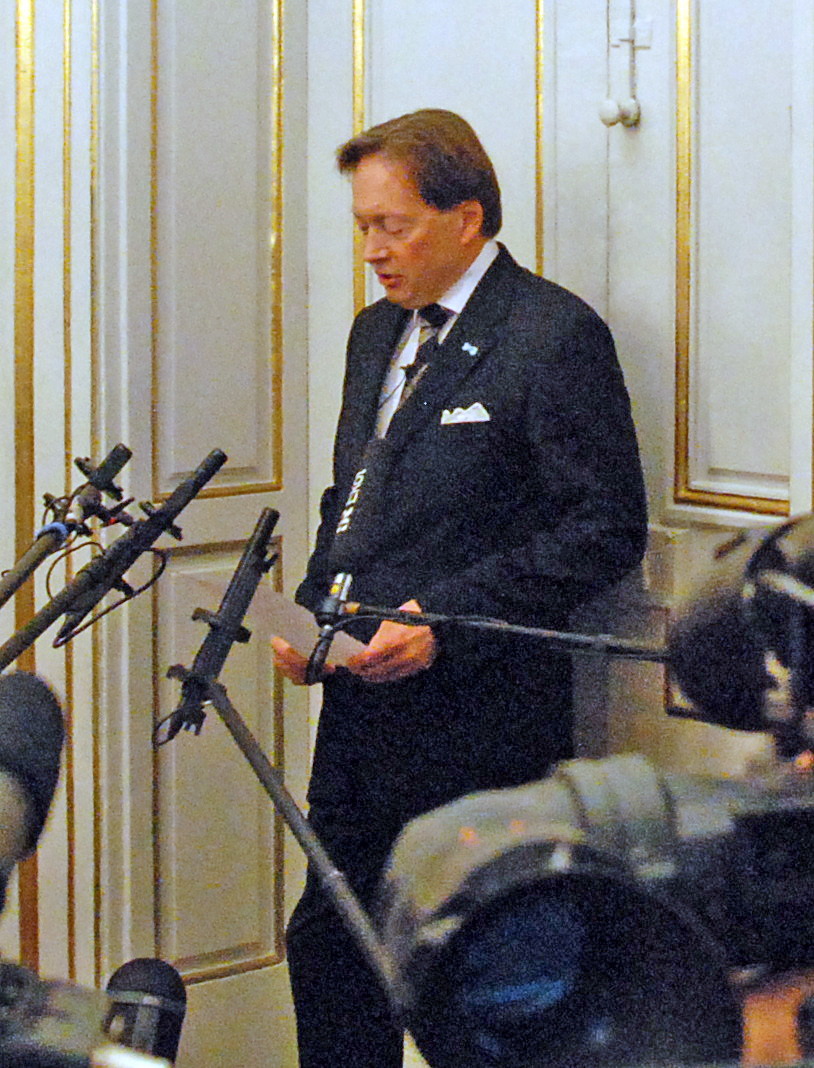
Engdahl anuncia com a guanyador del Premi Nobel de Literatura Jean-Marie Gustave Le Clézio el 9 d'october de 2008.

A l'octubre de 2008, Engdahl va dir a Associated Press  que es Estats Units estan "massa aïllats, són massa tancats" per competir amb Europa com "el centre del món literari" i que "no es tradueixen prou i no participen realment en el gran diàleg de la literatura... que la ignorància és de restricció." Des del moment de l'entrevista, cap autor nord-americà havia rebut el Premi Nobel de Literatura des de 1993. Els seus comentaris van generar controvèrsia a l'altra banda de l'Atlàntic, amb Harold Augenbraum, cap de la Fundació Nacional del Llibre dels EUA oferint-se per enviar-li una llista de lectura. Engdahl es va informar "molt sorprès" que la reacció nord-americana fos "tan violenta". No va pensar que el que deia era "que pejoratiu o sensacional" i va admetre que els seus comentaris poden haver estat "potser una mica massa generalitzar".